# Paweł Hlib
Paweł Hlib  (ur. 20 lutego 1986 w Gorzowie Wielkopolskim) – polski żużlowiec, posiadający również niemieckie obywatelstwo.

## Życiorys

### Kariera sportowa
Wychowanek Stali Gorzów, drużynowy mistrz świata w kategorii juniorów oraz Młodzieżowy Indywidualny Mistrz Polski. Brązowy medalista Indywidualnych Mistrzostw Świata Juniorów w roku 2007.
Licencję zdobył w 2002 na torze w Rybniku, w lidze zadebiutował w meczu ekstraligowym z Apatorem Toruń.
W maju 2012 roku wyraził chęć startów w Ice Speedwayu. 30 stycznia 2013 roku podpisał kontrakt ze Stalą Gorzów. W listopadzie 2018 roku podpisał kontrakt "warszawski" z Wilkami Krosno.

### Życie prywatne
Ma dwójkę dzieci. Został skazany za niealimentację (art. 209 paragraf 1 kodeksu karnego) wyrokiem Sądu Rejonowego w Gorzowie Wlkp. z dnia 25 listopada 2021 na karę 4 miesięcy ograniczenia wolności tj. nieodpłatnej dozorowanej pracy na cele społeczne w wymiarze 20 godzin miesięcznie. Postanowieniem z dnia 21 grudnia 2022 kara ta została zamieniona na 45 dni pozbawienia wolności, którą rozpoczął odbywać 23 maja 2023.

## Przynależność klubowa
Polska
- Stal Gorzów (2002–2008)
  - Unia Tarnów (2006, wyp.)
- PSŻ Poznań (2009)
  - RKM Rybnik (2009, wyp.)
- Wybrzeże Gdańsk (2010–2011)
- KSM Krosno (2012)
- Stal Gorzów (2013)
- Wilki Krosno (2019)

Dania
- Brovst (2004–2007)

Szwecja
- Kaparna Göteborg (2005)
- Västervik Speedway (2006)
- Kaparna Göteborg (2007)

Wielka Brytania
- Coventry Bees (2006)

Niemcy
- ST Wolfslake Berlin (2007)

## Sukcesy
- Indywidualne Mistrzostwa Świata Juniorów:
  - 2005 - 4. miejsce
  - 2006 - 7. miejsce
  - 2007 - 3. miejsce

- Drużynowe Mistrzostwa Świata Juniorów:
  - 2005: 1. miejsce (start w półfinale)
  - 2006: 1. miejsce

- Indywidualne Mistrzostwa Europy Juniorów:
  - 2003 - 11. miejsce
  - 2004 - 8. miejsce
  - 2005 - 4. miejsce

- Młodzieżowe Indywidualne Mistrzostwa Polski:
  - 2006 - 3. miejsce
  - 2007 - 1. miejsce

- Brązowy Kask:
  - 2004 - 2. miejsce
  - 2005 - 2. miejsce

## Inne ważniejsze turnieje
| Osiągnięcia: | Osiągnięcia: | 14. miejsce (2005) | 14. miejsce (2005) | 14. miejsce (2005) | 14. miejsce (2005) |
| Sezon        | Miasto       | Msc                | Pkt                | Biegi              | Kluby              |
| 2005         | Gorzów Wlkp. | 14                 | 4                  | (1,1,2,u,d)        | Gorzów Wlkp.       |

- Turniej o Koronę Bolesława Chrobrego – Pierwszego Króla Polski w Gnieźnie
  - 2008 - 10. miejsce - 7 pkt → wyniki